# Drepanosticta hongkongensis
Drepanosticta hongkongensis là loài chuồn chuồn trong họ Platystictidae. Loài này được Wilson miêu tả khoa học đầu tiên năm 1996.